# João Manzarra

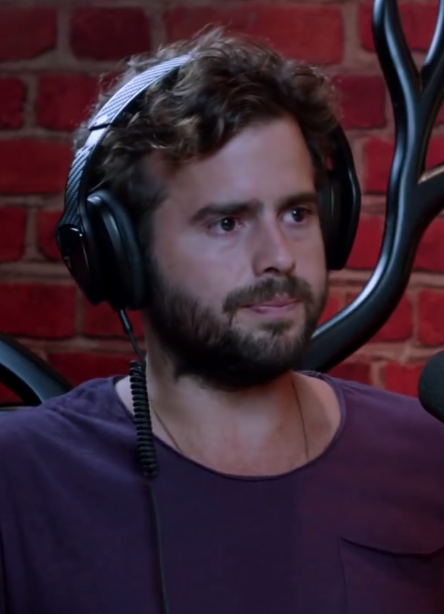
João Manzarra

João Maria Manzarra (* 20. Juni 1985 in Lissabon) ist ein portugiesischer Fernsehmoderator.

## Werdegang
Manzarra begann seine berufliche Laufbahn 2007  beim Fernsehsender SIC Radical als Moderator der Show Curto Circuito. Nach zweieinhalb Jahren wechselte er in das Hauptprogramm der SIC und war dort neben José Figueiras und Liliana Campos Moderator von SIC ao Vivo. 2009 präsentierte er gemeinsam mit Carolina Patrocínio die Show TGV (Todos gostam do Verão). 2009 und 2010 war er mit Cláudia Vieira Moderator der Castingshow Ídolos. Im Frühjahr 2010 war er Gastgeber des Fernseh-Tanzturniers Achas que Sabes Dançar?.
Chronologie
- 2007: Curto Circuito - SIC Radical
- 2009: SIC ao Vivo - SIC
- 2009: TGV - SIC
- 2009/2010: Ídolos - SIC
- 2010: Achas que Sabes Dançar?
- 2010: Natal de Esperança -SIC
- 2010: Ídolos - SIC
- 2010: Lua Vermelha (o mais antigo 10 000)- SIC
- 2011: Chamar a musica - SIC